# Kehle-Gletscher
Der Kehle-Gletscher ist ein Gletscher im ostantarktischen Viktorialand. Er fließt von den Westhängen der Worcester Range in der Umgebung von Mount Speyer und Mount Dawson-Lambton in südwestlicher Richtung zum Mulock-Gletscher.
Das Advisory Committee on Antarctic Names benannte den Gletscher 1965 nach dem US-amerikanischen Glaziologen Ralph Kehle (* 1937), der von 1959 bis 1960 auf der Station Little America V tätig war.